# 가장 오래된 암석

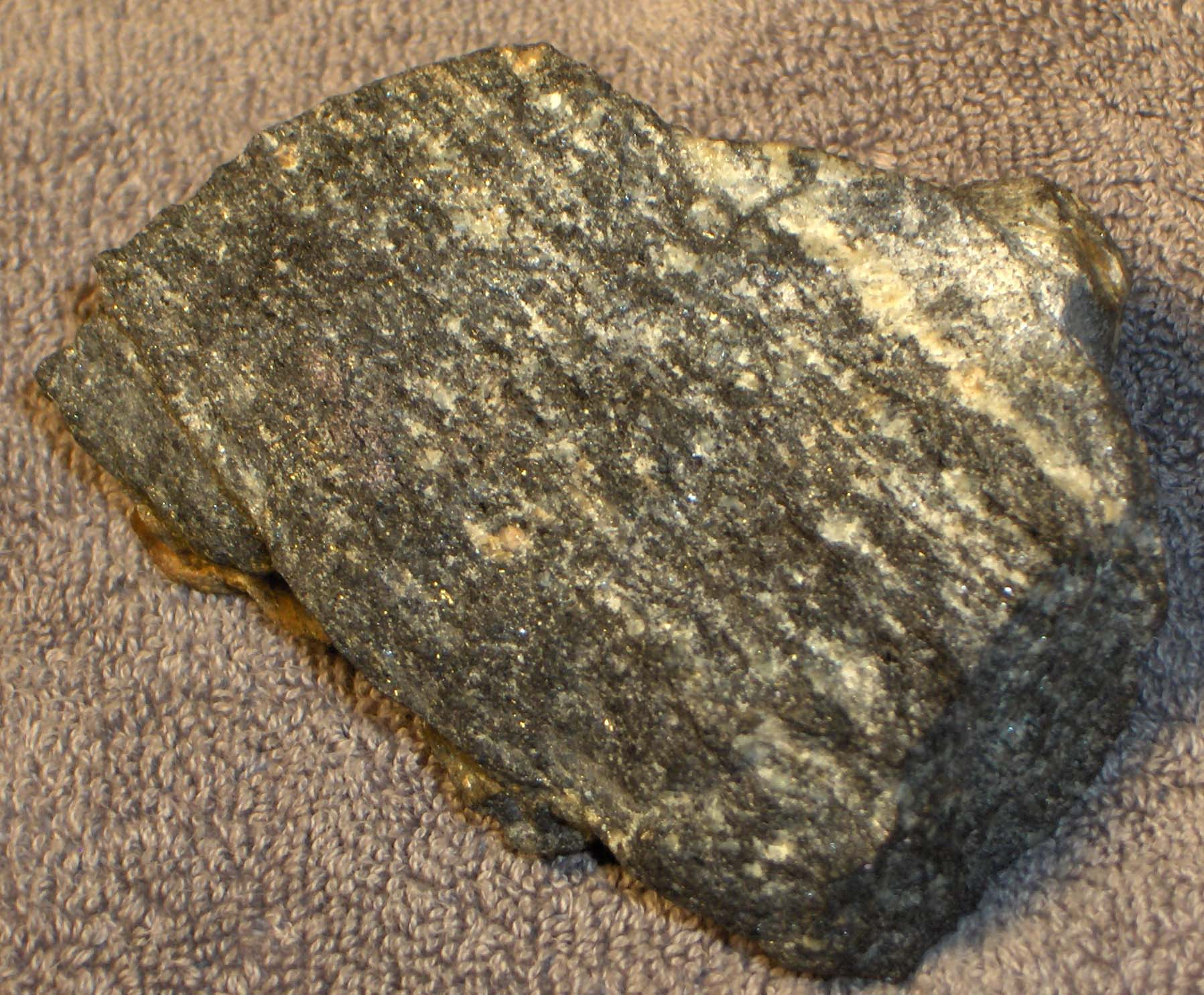
지구에서 가장 오래된 암석(캐나다 아카스타 강 지역)에서 채취한 편마암 샘플. 이 샘플은 40억 3천만 년 된 것으로 측정되었다.

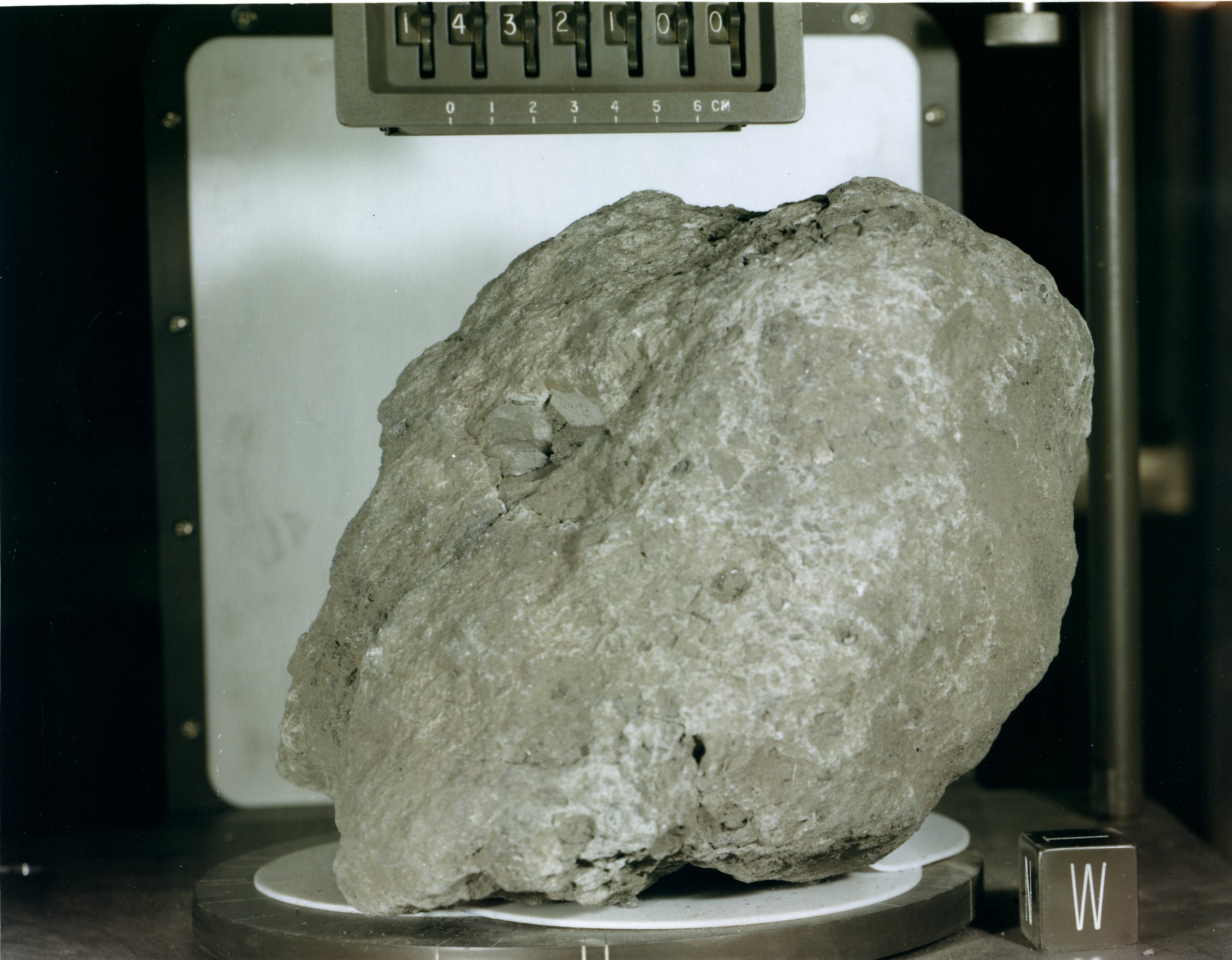
1971년 아폴로 14호 임무에서 채취한 달 암석 "빅 버사"에는 40억 년 된 지구 운석이 들어있다.

지구에서 형성된 가장 오래된 암석은 침식되거나 녹아내리지 않은 광물들의 퇴적암으로 40억 년 이상 되었으며, 지구의 지질학적 역사 중 명왕누대에 형성되어 지구에서 가장 오래된 온전한 암석이 형성된 시기로 정의되는 시생누대의 시작을 알린다.
시생누대 암석은 캐나다, 오스트레일리아, 아프리카의 지질 순상지와 같이 지구 표면에 노출된 곳이 극히 드물다. 이 규장질 암석의 연대는 일반적으로 25억 년에서 38억 년 사이이다. 대략적인 연대는 수백만 년의 오차 범위가 있다. 1999년에 지구에서 가장 오래된 것으로 알려진 암석은 40억 3천 1백만 ±0억 3백만 년으로 측정되었으며, 캐나다 북서부 슬레이브 크레이턴의 아카스타 편마암의 일부이다. 맥길 대학교의 연구원들은 퀘벡 북부 허드슨만 연안의 누부아기투크 그린스톤 벨트에서 맨틀에서 추출된 매우 오래된 모델 연대(38억 년에서 42억 8천만 년 전)를 가진 암석을 발견했다. 이 샘플들의 실제 연대는 여전히 논란 중이며, 실제로는 38억 년에 더 가까울 수 있다. 이 암석들보다 더 오래된 것은 지르콘 광물 결정으로, 모암의 파괴를 견뎌내고 더 젊은 암석층에서 발견되어 연대를 측정할 수 있다.
2019년 1월, NASA 과학자들은 달에서 발견된 가장 오래된 것으로 알려진 지구 암석을 발견했다고 보고했다. 아폴로 14호 우주 비행사들은 달에서 여러 암석을 가져왔고, 나중에 과학자들은 앨런 셰퍼드 우주 비행사가 선택한 "빅 버사"라는 별명을 가진 암석 조각이 "약 40억 년 전의 지구 조각"을 포함하고 있음을 확인했다. 이 암석 조각에는 석영, 장석, 지르콘이 포함되어 있었는데, 이들은 모두 지구에서는 흔하지만 달에서는 매우 드문 광물이다. 운석 내의 태양 전 입자는 태양계보다 오래되었으며, 머치슨 운석에서 추출된 일부 입자는 70억 년 된 것으로 주장된다.

## 카테고리별 가장 오래된 암석

### 가장 오래된 지상 물질
방사능 연대 측정된 지구상의 가장 오래된 물질은 웨스턴오스트레일리아주 나리어 편마암 테레인의 잭 힐스에 있는 변성된 사암 역암에 박혀 있는 4.404 ±0.008 기가년의 지르콘 광물이다. 4.404 ±0.008기가년 지르콘은 약간의 이상치이며, 가장 일관되게 연대가 측정된 지르콘은 4.35기가년에 더 가깝다. 이 지르콘은 변성 역암 내의 지르콘 집단에 속하며, 이 역암은 약 3.060기가년에 퇴적된 것으로 추정되며, 이는 암석 내에서 가장 어린 쇄설성 지르콘의 연대이다. 원자 탐침 단층 촬영의 최근 발전으로 가장 오래된 대륙 지르콘의 연대에 대한 추가적인 제약이 가해졌으며, 가장 최근에 인용된 연대는 4.374 ±0.006기가년이다.
2019년 1월, NASA 과학자들은 달에서 발견된 가장 오래된 것으로 알려진 지구 암석을 발견했다고 보고했다. 아폴로 14호 우주 비행사들은 달에서 여러 암석을 가져왔고, 나중에 과학자들은 "빅 버사"라는 별명을 가진 암석 중 하나에서 "약 40억 년 전의 지구 조각"이 포함되어 있음을 확인했다. 이 암석 조각에는 석영, 장석, 지르콘이 포함되어 있었는데, 이들은 모두 지구에서는 흔하지만 달에서는 매우 드문 광물이다.

### 지구에서 가장 오래된 암석층
가장 오래된 노출된 암석층은 최신 연구에 따라 이수아 그린스톤 벨트, 나리어 편마암 테레인, 누부아기투크 그린스톤 벨트, 나피어 복합체, 또는 아카스타 편마암(슬레이브 크레이턴에 위치)의 일부이다. 특정 편마암 블록에 이 명칭을 부여하기 어려운 이유는 편마암이 모두 극도로 변형되어 있으며, 가장 오래된 암석은 몰로나이트 내의 광물 줄기 하나로만 나타날 수 있기 때문이며, 이는 퇴적층이나 오래된 암맥을 나타낼 수 있다. 이를 찾거나 지도화하기 어려울 수 있으므로, 현재까지 해결된 가장 오래된 연대는 암석 자체를 이해하는 것만큼이나 샘플링의 운에 의해 생성된다.
따라서 이러한 암석, 또는 명왕누대의 다른 편마암층이 지구상에서 가장 오래된 지층 또는 암석이라고 주장하는 것은 시기상조이다. 의심할 여지 없이, 새로운 분석은 이러한 고대 대륙 조각의 구조와 성격에 대한 인식을 계속해서 변화시킬 것이다.
그럼에도 불구하고, 지구상에서 가장 오래된 크레이턴에는 카프발 크레이턴, 일간 크레이턴의 서부 편마암 지형(~2.9 – >3.2 기가년), 필바라 크레이턴(~3.4기가년), 그리고 캐나다 순상지의 일부(~2.4 – >3.6기가년)가 포함된다. 인도 다르와르 크레이턴의 일부는 3.0기가년보다 오래되었다. 발트 순상지의 가장 오래된 측정 암석은 3.5기가년이다.
다른 오래된 지층으로는 3.8-3.9기가년으로 측정된 사글렉 편마암 복합체, 3.8기가년으로 측정된 안산 지역, 3.7-3.8기가년으로 측정된 이차크(이수아) 편마암 복합체, 3.6기가년으로 측정된 고대 편마암 복합체가 있다.

### 지구에서 가장 오래된 암석

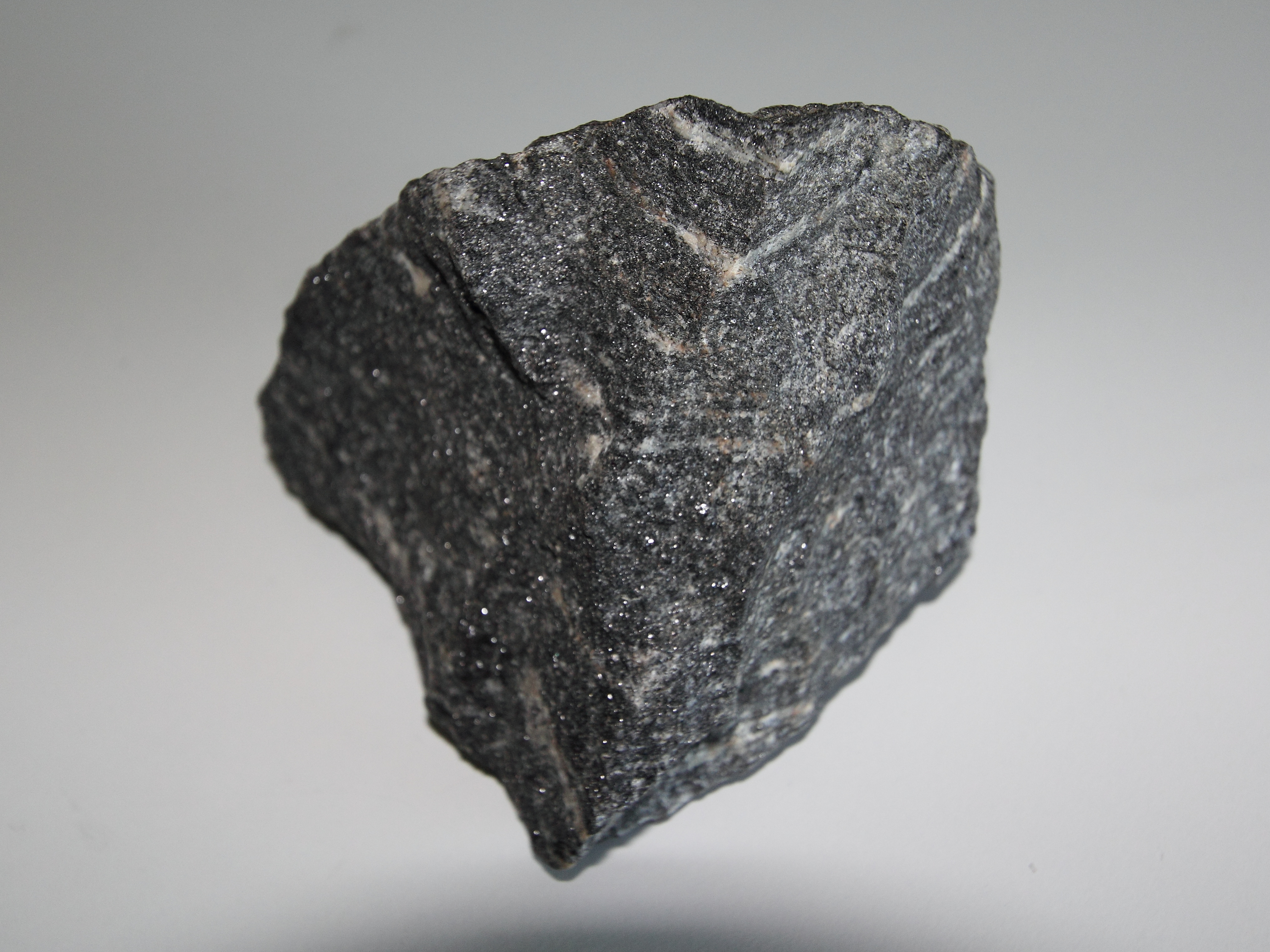
아카스타 편마암 조각

캐나다 노스웨스트 준주에 있는 캐나다 순상지의 아카스타 편마암은 시생대의 화성암과 고대 산맥의 편마암 코어로 구성되어 있으며, 이들은 빙하 준평원에 노출되어 있다. 화강암 원시암으로 추정되는 규장질 정편마암의 지르콘 분석 결과 4.031 ±0.003기가년의 연대가 나왔다.
2008년 9월 25일, 맥길 대학교, 워싱턴 카네기 연구소 및 UQAM의 연구원들은 캐나다 퀘벡 북부 허드슨만 동부 해안에 노출된 누부아기투크 그린스톤 벨트라는 암석층이 맨틀에서 추출된 Sm–Nd 모델 연대가 42억 8천만 년이라는 것을 발표했다. 그러나 호주 지질과학연구소의 사이먼 와일드에 따르면, 맨틀에서 마그마가 추출된 것과는 달리 이 암석의 실제 형성 연대는 38억 년에 더 가깝다고 주장된다.

### 웨스턴오스트레일리아주 잭 힐스의 명왕누대 지르콘
웨스턴오스트레일리아주 잭 힐스의 지르콘은 44억 4백만 년의 연대를 보였으며, 이는 결정화 시기로 해석된다. 이 지르콘들은 또 다른 특징을 보여주는데, 그들의 산소 동위원소 구성은 44억 년보다 더 이전에 이미 지구 표면에 물이 존재했음을 나타내는 것으로 해석되었다. 이러한 해석의 중요성과 정확성은 현재 과학적 논쟁의 대상이다. 산소 동위원소 및 기타 구성 특징(희토류 원소)이 원래 결정화 당시의 마그마 조성이 아닌 지르콘의 더 최근 열수 변질을 기록할 수도 있다. 지구 행성 과학 서한 저널에 발표된 논문에서 한 과학자 팀은 약 43억 년 전에 바위 대륙과 액체 상태의 물이 존재했으며, 산성 기후에 의해 심하게 풍화되었다고 제안했다. 이온 현미경을 사용하여 웨스턴오스트레일리아주 잭 힐스에서 채취한 지르콘의 리튬 동위원소 비율을 분석하고, 이 화학적 지문을 대륙 지각의 지르콘과 지구 맨틀과 유사한 원시 암석의 리튬 구성과 비교하여, 그들은 어린 행성이 호주 지르콘이 형성될 무렵 이미 대륙의 시작, 상대적으로 서늘한 온도, 그리고 액체 상태의 물을 가지고 있었다는 증거를 발견했다.

### 지구 외 암석

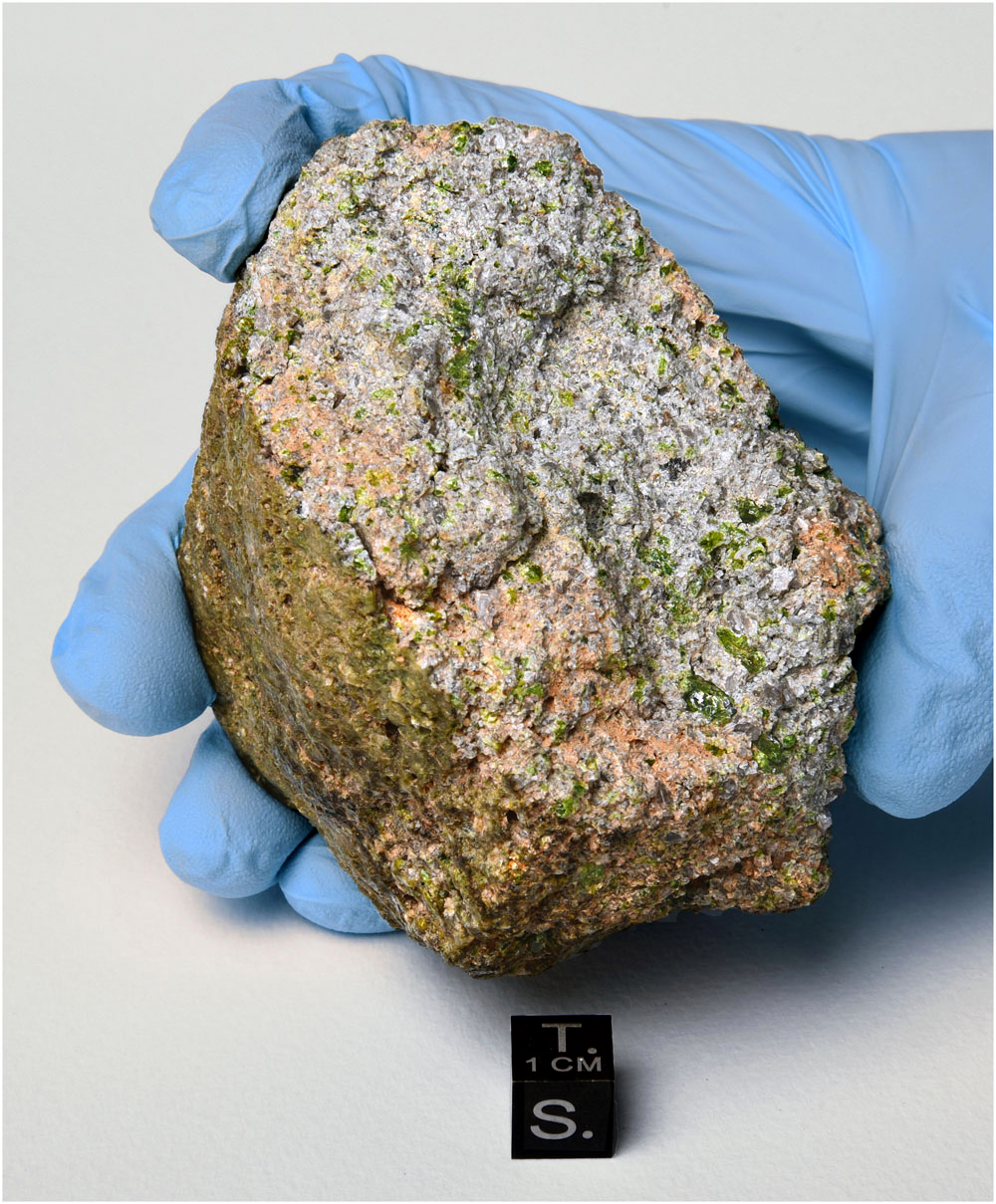
가장 오래된 전체 암석으로 측정된 운석 NWA 11119의 주요 조각.

지구에서 발견된 가장 오래된 화성 운석 중 하나인 앨런 구릉 84001은 40억 9천 1백만 년 전에 녹은 암석에서 결정화된 것으로 측정되었다.
아폴로 15호 임무 중 우주 비행사들이 달에서 채취한 창세기의 암석(달 샘플 15415)은 40억 8천만 년으로 측정되었다. 아폴로 16호 임무 중에는 44억 6천만 년으로 측정된 달 샘플 67215를 포함한 더 오래된 암석들이 회수되었다.
일부 운석 종류는 행성 형성 과정이 완료되기 전인 초기 태양계에서 형성되었기 때문에 지구보다 오래되었다. 운석 북서 아프리카 11119(NWA 11119)는 45억 6천 4백 8십만 ±0억 3백만 년으로 측정되었다.
운석 내의 일부 고체 포함물은 주변 암석보다 오래되었다. 운석 내의 칼슘-알루미늄 풍부 포함물 (CAI)은 태양계에서 형성된 가장 오래된 고체이므로, 태양계 형성 날짜를 4567.30 ± 0.16 Myr로 설정하는 데 일반적으로 사용된다. 태양 전 입자는 심지어 더 오래되었다. 그들은 성간매질에서 형성되었으며 태양계 형성보다 선행한다. 머치슨 운석에서 추출된 일부 태양 전 입자는 70억 년 된 것으로 주장된다.

## 같이 보기
- 지구의 나이
- 가장 오래된 생명체
- 지구의 역사
- 자연 타임라인

## 참고 문헌
- Zircons are Forever 보관됨 2007-04-12 - 웨이백 머신
- “Western Australia's Jack Hills”. 《NASA Earth Observatory newsroom》. 2006년 10월 1일에 원본 문서에서 보존된 문서. 2006년 4월 28일에 확인함.
- Bowring, S.A., and Williams, I.S., 1999. Priscoan (4.00–4.03 Ga) orthogneisses from northwestern Canada. Contributions to Mineralogy and Petrology, v. 134, 3–16.
- Stern, R.A., Bleeker, W., 1998. Age of the world's oldest rocks refined using Canada's SHRIMP. the Acasta gneiss complex, Northwest Territories, Canada. Geoscience Canada, v. 25, pp. 27–31
- Yu A., Lee C-D and Halliday, A. N.Lutetium-Hafnium and Uranium-Lead Systematics of Early-Middle Archean Single Zircon Grains, Ninth Annual Goldschmidt Conference. 2